# Bundara River
Der Bundara River, früher auch Bundara Mungee River oder Bundarah River ist ein Fluss im Gippsland im Osten des australischen Bundesstaates Victoria.

## Verlauf
Er entspringt östlich des Mount Hotham und des Mount Loch in den australischen Alpen und fließt nach Ost-Südosten. Rund zwei Kilometer  nördlich der Siedlung Anglers Rest mündet er in den Big River.

### Nebenflüsse mit Mündungshöhen
- High Plains Creek – 1.225 m
- Emu Creek – 731 m

Sie entspringen an den Südhängen des Mount Jim (1.818 m), des Mount Bundara (1.741 m) und des Mount Cope (1.837 m), sowie von den Hügeln östlich des Hauptkamms der australischen Alpen.

## Wasserqualität

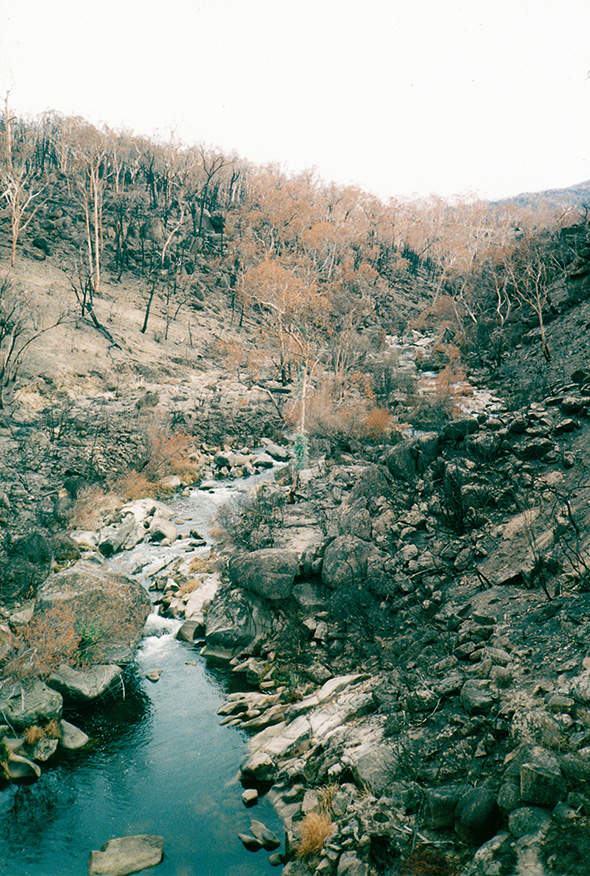
Verbranntes Buschland am Bundara River bei Anglers Rest nach dem Waldbrand ist den östlichen australischen Alpen 2003

Der Bundara River und seine Nebenflüsse unterliegen dem Schutz im Nationalpark. Die meisten Wasserläufe im Mitta-Mitta-Basin werden als von guter bis exzellenter Wasserqualität eingestuft. Weitläufige Wälder bedecken den größten Teil ihrer Einzugsgebiete. Trotz Abholzung und Schädigung der Flussufer durch Vieh in geringem Maße ist die Qualität des Flusslebensraum im Allgemeinen recht gut.
Der Bundara River gilt als gutes Fischgewässer insbesondere für Bachforellen. Der Fluss unterliegt dem Victorian River Health Program der North East Catchment Management Authority.
Anfang 2003 waren weite Waldgebiete am Bundara River und seinen Nebenflüssen von ausgedehnten Waldbränden betroffen. Fast zwei Monate lang brannten Tausende von Quadratkilometern Buschland. Die Schäden an der Vegetation hatten eine ganze Zeit lang einen Einfluss auf die Wasserqualität des Flusses.